# 長岡藩 (越後國)
長岡藩（日语：／ Nagaoka han */?）是日本江戶時代的一個藩。位在越後國，統治古志郡全域及三島郡東北部、蒲原郡西部。現在的新潟縣長岡市・新潟市。藩廳是長岡城。為了區別山城長岡藩，所以也稱作越後長岡藩。

## 沿革
元和2年（1616年），高田藩主松平忠輝被除封後，外様大名堀直寄以8萬石入封古志郡的舊藏王堂藩領，在長岡（現長岡車站周邊）築城，長岡藩立藩。元和4年（1618年），直寄轉封越後村上，譜代大名牧野忠成由長峰藩5萬石入封長岡，加增為6萬2000石。牧野家的統治持續到幕末，河井繼之助在幕末期慶應年間進行藩政改革。戊辰戰爭時加入奧羽越列藩同盟，敗北減封至2萬4000石。明治3年（1870年），廢藩。

## 藩風
藩風從藩祖以來的「常在戰場」等，提倡質朴剛健的三河武士精神。明治初期的藩政再建中，大參事小林虎三郎將支藩三根山藩贈送的米百俵，用於教育的「米百俵的精神」也是來自此藩風，之後也成為長岡人的特質。

## 歷代藩主

### 堀（ほり）家
外様 80,000石 （1616年～1618年）
1. 直寄（なおより）

### 牧野（まきの）家
譜代 74,000石 （1618年～1870年）
1. 1616～1655 駿河守 忠成（ただなり）
2. 1655～1674 飛驒守 忠成（ただなり） 繼承先代之名（嫡孫承祖）
3. 1674～1721 駿河守 忠辰（ただとき）
4. 1721～1735 駿河守 忠寿（ただかず）
5. 1735～1746 土佐守 忠周（ただちか）
6. 1746～1748 駿河守 忠敬（ただたか）
7. 1748～1755 駿河守 忠利（ただとし）
8. 1755～1766 駿河守 忠寛（ただひろ）
9. 1766～1831 備前守 忠精（ただきよ）
10. 1831～1858 備前守 忠雅（ただまさ）
11. 1858～1867 備前守 忠恭（ただゆき）
12. 1867～1868 駿河守 忠訓（ただくに）
13. 1868～1870 忠毅（ただかつ）

## 支藩

### 与板（與板）藩→小諸藩
与板（與板）藩（よいたはん），1634年創立，初代藩主是牧野康成，1萬石。（詳細參照→「与板藩」・「小諸藩」）

### 三根山藩
三根山藩（みねやまはん），1634年創立，初代藩主是牧野忠成之四男定成，6000石。（詳細參照→「三根山藩」）

### 關宿藩→吉田藩→延岡藩→笠間藩
參照→關宿藩（せきやどはん）、吉田藩（よしだはん）、延岡藩（のべおかはん）、笠間藩（かさまはん）。

## 關連項目
- 米百俵
- 小諸藩
- 笠間藩
- 丹後田邊藩
- 山本五十六